# Relaciones México-Papúa Nueva Guinea
Las naciones de México y Papúa Nueva Guinea establecieron relaciones diplomáticas en 1976. Ambas naciones son miembros del Foro de Cooperación Económica Asia-Pacífico y de las Naciones Unidas.

## Historia
El 19 de mayo de 1976, México y Papúa Nueva Guinea establecieron relaciones diplomáticas. En general, las relaciones entre ambas naciones han sido limitadas y se han llevado a cabo principalmente en foros multilaterales, como en las cumbres del Foro de Cooperación Económica Asia-Pacífico o en las Naciones Unidas. 
En octubre de 2002, el Primer ministro de Papúa Nueva Guinea, Michael Somare, asistió al cumbre del Foro de Cooperación Económica Asia-Pacífico que se celebró en Los Cabos, México.
En noviembre de 2010, el Enviado Especial y Embajador de Medio Ambiente y Cambio Climático de Papua Nueva Guinea, Kevin Conrad, asistió y representó a Papua Nueva Guinea en la Conferencia de las Naciones Unidas sobre el Cambio Climático celebrado en Cancún. En octubre de 2013, durante la cumbres del Foro de Cooperación Económica Asia-Pacífico que se celebró en Bali, Indonesia, el presidente mexicano, Enrique Peña Nieto y el Primer ministro de Papúa Nueva Guinea, Peter O'Neill; se reunieron y discutieron las relaciones bilaterales entre ambas naciones.
En noviembre de 2018, el Subsecretario de Economía de México, Juan Carlos Baker Pineda, representó a México y encabezó su delegación en la cumbres del Foro de Cooperación Económica Asia-Pacífico que se celebró en Puerto Moresby.
En 2024, ambas naciones celebraron 48 años de relaciones diplomáticas.

## Visitas de alto nivel
Visitas de alto nivel de México a Papúa Nueva Guinea
- Subsecretario de la Economía Juan Carlos Baker Pineda (2018)

Visitas de alto nivel de Papúa Nueva Guinea a México
- Primer Ministro Michael Somare (2002)
- Enviado Especial para el Medio Ambiente Kevin Conrad (2010)

## Comercio
En 2023, el comercio entre México y Papúa Nueva Guinea ascendió a $2.8 millones de dólares. Las principales exportaciones de México a Papúa Nueva Guinea incluyen: tubos y tuberías de hierro o acero, productos de base química, petróleo, maquinaria y aparatos mecánicos. Las principales exportaciones de Papúa Nueva Guinea a México incluyen: circuitos electrónicos integrados, máquinas de procesamiento de datos, pieles y cueros, artículos de plástico para el embalaje de mercancías, aluminio, instrumentos y aparatos para medir radiaciones.

## Misiones diplomáticas
- México está acreditado ante Papúa Nueva Guinea a través de su embajada en Canberra, Australia y mantiene un consulado honorario en Puerto Moresby.[8]
- Papúa Nueva Guinea está acreditado aante México a través de su embajada en Washington D. C., Estados Unidos.[9]